# Любовна срамежливост
Любовна срамежливост е фраза, създадена от психолога Брайън Гилмартин, за да опише специфичен тип тежка хронична срамежливост. Според неговата дефиниция, публикувана в Срамежливост и любов: причини, последствия и лечение (1987), любовно-срамежливите хора намират за трудно, ако не и невъзможно да се отстояват в неформални ситуации включващи потенциални романтични или сексуални партньори. Например хетеросексуален любовно-срамежлив мъж ще има проблеми със започването на разговори с жени, причинено от силни чувства на тревожност.
В книгата си Гилмартин оценява, че любовната срамежливост засяга приблизително 1,5% от американските мъже и ще попречи на около 1,7 милиона американски мъже някога да се оженят или да преживеят интимен сексуален контакт с жена.

## Дефиниция на Гилмартин
Гилмартин дава седем критерии за всеки „любовно-срамежлив мъж“ включен в неговото проучване:
- Той е девствен.
- Той рядко излиза с жени, които са повече от просто приятелки.
- Той няма в историята си никакви емоционално близки, смислени отношения от романтично и/или сексуално естество с човек от противоположния пол.
- Той е страдал и продължава да страда емоционално поради липсата на пълноценна женска компания.
- Той става изключително силно разтревожен от самата мисъл за самоотстояване при срещи лице в лице с жена по непринуден, приятелски маниер.
- Той е стриктно хетеросексуален в своите романтични и еротични ориентации.

Гилмартин не разглежда съществуването на любовно-срамежливи жени или хомосексуални мъже, но се съмнява, че те биха изпитали същия негативен ефект, както при хетеросексуалните мъже. Той подозира, че условията биха се изявили доста различно; най-вече поради социалните роли, които принуждават хетеросексуалните мъже, а не жените или хомосексуалните мъже, да инициират връзките. Гилмартин обяснява, „За много срамежливата млада жена любовните срещи и омъжването не са по-малко вероятни отколкото при самоуверената несрамежлива жена... Всъщност дори много срамежливите жени се омъжват все някога. Любовно-срамежливите мъже не се женят независимо от това колко силни са техните желания...“

## Изследване и наблюдения на Гилмартин
Събраните данни от Гилмартин включват само хетеросексуални мъже. Според него хора от всяка възраст, раса, сексуална ориентация и пол могат да бъдат любовно-срамежливи. Въпреки това неговото мнение е, че негативните ефекти от любовната срамежливост се изявяват предимно при хетеросексуалните мъже. То изучава 200 любовно-срамежливи студенти (на възраст между 19 и 24 години), 100 по-стари любовно-срамежливи мъже (на възраст между 35 и 50 години) и сравнителна група от 200 „несрамежливи“, „високо социални“ студенти.

### Темперамент и индивидуалност
Любовно-срамежливите мъже в извадката на Гилмартин имат значителни разлики в темперамента спрямо несрамежливите мъже. На теста за личността на Айзенк те отбелязват значително по-ниски резултати на екстроверсия и по-високи на невротизъм отколкото несрамежливите мъже. Според терминологията на Айзенк, те имат „меланхоличен“ темперамент. Повечето от любовно-срамежливите мъже (и само няколко от несрамежливите) съобщават, че техните майки често казвали, че са били тихи бебета, което, като предполага Гилмартин, е доказателство, че за любовно-срамежливите е по-вероятно да пасват в обяснението на Джером Каган за поведенческото потискане. Също така при част от мъжете е имало трудности при раждането и понякога се е налагало цезарово сечение.
Малка част от по-младите любовно-срамежливи са имали някакъв оптимизъм за решаването на проблема си, докато всички по-стари любовно-срамежливи се чувстват много песимистично и също така изпитват цинизъм към жените и света като цяло. По-старите мъже изразяват повече гняв в интервютата, докато по-младите са по-спокойни. И от двете страни малцина се впускат в наркотици или алкохол. И двата типа имат подобни интереси, като например изкуство и плуване. За по-голямата част, състезателните спортове не са присъщи (независимо от възрастовата група). Също така и двете възрастови групи са много духовни в своите идеологически наклонности.
Мъжете имат разнообразни степени на чувствителност към неща, като допир, вкус, светлина и други стимули. Те имат склонност да бъдат по-хиперсензитивни отколкото несрамежливите мъже.

### Взаимодействие с връстници и семеен живот
Повечето от любовно-срамежливите мъже, но нито един от несрамежливите, съобщават, че никога не са имали никакви приятелства; нито дори познанства. Болшинството от любовно-срамежливите мъже съобщават, че са били тиранизирани от деца на тяхната възраст поради тяхната сдържаност и интереси, докато никой от несрамежливите не съобщава за такова нещо; също така, любовно-срамежливите са били много по-малко склонни да отвръщат на удара. Близо половината от любовно-срамежливите съобщават, че са били тиранизирани или тормозени през гимназиалните си години, докато никой от несрамежливите не съобщава за такова нещо. Дори като възрастни, любовно-срамежливите мъже съобщават, че остават без приятели и биват оскърбявани от другите хора.
Тази липса на приемане от другите кара любовно-срамежливите мъже да се чувстват прекалено самотни и депресирани. Това също ги кара да не искат да си имат работа с индивиди от същия пол.
От данните, които Гилмартин разкрива за семейния живот на любовно-срамежливите, става ясно, че те са израснали в дисфункционални семейства. Повечето мъже съобщават, че като деца, техните родители и социални настойници са ги принуждавали да бъдат „истински момчета“. Голяма част от мъжете са страдали и от физическо насилие от страна на родителите и твърде често не са могли да разчитат на тях за емоционална подкрепа. Дори като възрастни все оше не могат да разчитат на тях за емоционална подкрепа. Възможно е насилственото и негрижовно отношение на родителите към емоциите, желанията и интересите на техния син да са отговорни за част от социалното потискане. Дори като възрастни мъже, родителите им изразяват, че са разочаровани да ги имат за синове и все още ги подценяват заради текущата им ситуация. Повечето от тях са обезпокоени, че техните синове така и не са се оженили и нямат внуци, на които да оставят наследство. Също така се казва, че те рядко или дори никога не посещават синовете си. Иронично, но макар че повечето от любовно-срамежливите мъже не харесват или дори мразят родителите си, постоянно ги посещават, защото те са единствените хора, с които си общуват, и също така за да получат финансова подкрепа, въпреки че получават и тежки подигравки. Тези подигравки карат мъжете да се чувстват много депресирани и сломени. Това е споменато в главите „Родителите като причина за любовна срамежливост“ и „Семейството като гнездо за вбесяване и омаловажаване“.
В своите извадки Гилмартин открива, че само 14% от самоуверените несрамежливи мъже на унверситетска възраст не са имали сестри около себе си докато порасват, съпоставено с 59% от любовно-срамежливите мъже на университетска възраст и със 71% от 35 – 50-годишните любовно-срамежливи мъже. В същите групи над половината от самоуверените несрамежливи млади мъже са израснали с поне две сестри, сравнено със само 6% от по-младите и 3% от по-старите любовно-срамежливи мъже. Гилмартин също отбелязва, че нито един от по-старите любовно-срамежливи мъже и много малко от по-младите са имали родители, на които да разчитат за емоционална подкрепа по време на израстването си. Също е отбелязано, че много малко от любовно-срамежливите мъже са имали голям брой братовчеди – 90% от тях са имали само 1 или никакви братовчеди, докато само 10% имали 2 или 3, и никой нямал повече от 3. Някои от мъжете казват, че техните братя/сестри, които били много по-предпочитани от родителите, впоследствие са постигнали успешни интимни връзки.

### Приспособяване и тревожностни неврози
Любовно-срамежливите мъже на Гилмартин са слабо приспособени, тъй като са нещастни в живота си и имат високи нива на тревожностни неврози. Той открива, че любовно-срамежливите мъже имат много песимистично и цинично отношение към света, имат фантазии, включващи значително повече насилие, имат доста по-голяма склонност да вярват, че никой не го е грижа за тях, и изпитват доста по-големи трудности да се концентрират. Той също открива тенденция при някои от любовно-срамежливите мъже натрапчиво да зяпат жени, към които изпитват влечение или дори да ги дебнат и следят, но без да са способни да разговарят с тях, което понякога им навлича неприятности, тъй като може да се тълкува като заплаха. Повечето от любовно-срамежливите мъже съобщават, че често изпитват чувства на депресия, самота, и отчуждение. Малък брой от мъжете биха опитали да се откъснат от реалността по разнообразни начини. Гилмартин отбелязва, че около 40% от по-старите любовно-срамежливи мъже сериозно обмислят самоубийство.

### Кариера, доходи и образование
Гилмартин отблеязва, че 100-те по-стари от проучените любовно-срамежливи мъже имали кариерна нестабилност над средно-статистическата. Въпреки че почти всички от тях били завършили висшето си образование успешно, техните заплати били под средната за САЩ. Типично те имали професия под техните възможности и била ниско платена, като например шофьор на такси. По времето на проучването на Гилмартин (1979 – 1982), 3,6% от завършилите колеж в САЩ били безработни. Въпреки това по-старите любовно-срамежливи мъже имали непропорционален дял от 16% безработица, защото имали привидно лош професионален опит. Като резултат на това, всички от любовно-срамежливите мъже били в ниска-средна или ниска класа.
Приходът на по-старите любовно-срамежливи бил силно повлиян от техния избор на висше училище. Техният общ среден годишен доход бил $14 782 (съответстващо на $38 100 за 2008 година). Сред тези, които били завършили икономика, компютърни или инженерни науки, средният доход бил $21 163 (съответстващо на $54 600 за 2008 година).

### Музика
Според Гилмартин, любовно-срамежливите предпочитат вокални любовни балади, джаз, лека музика, саундтрак и лека класическа музика, но не и традиционна класическа музика. Някои също споменават, че много харесват кънтри и уестърн. Рокендрол от почти всякакъв тип не се харесва от любовно-срамежливите, но само на естетическо ниво, не и на морална основа. Гилмартин отбелязва, че изненадващо малко от любовно-срамежливите мъже споменават певици.
Гилмартин заключава, че мнозинството от любовно-срамежливите мъже предпочитат музика с емоционални/ескапистки теми и богата, красива мелодия. Като резултат любовно-срамежливите мъже не харесват музика, която е шумна, силна, дисонансна или немелодична според техните възгледи. Несрамежливите мъже, които Гилмартин интервюира, типично се наслаждават на рок музика и биха си купували само рок албуми. Музиката, на която любовно-срамежливите се наслаждават, се счита за досадна от повечето несрамежливи мъже.

### Кино
Гилмартин съставя списък от филми между 1945 и 1980, които са най-често гледани от любовно-срамежливите американци в това проучване. Според Гилмартин пълният списък от 63 повторно гледани филми може да се класифицира в две категории, „тежки“, емоционално-завладяващи любовни истории и ескапистки мюзикъли със силен романтичен привкус.
В контраст на това филмите най-често гледани от несрамежливите мъже били класифицирани като екшън-приключенски, научна фантастика, фентъзи, супергерои, лека комедия и криминална драма.

## Теорията на Гилмартин

### Причини за любовната-срамежливост
Гилмартин оценява, че от любовна срамежливост страдат приблизително 1,5% от американските мъже. Според него, любовната срамежливост, както и повечето други психологически характеристики на човека, е резултат от някакава комбинация от биологически фактори (генетични/развитийни) и фактори, дължащи се на социалната средата (културни, семейни, религиозни, и т.н.) (виж също: Емпиризъм или биогенетизъм). Гилмартин вярва, че срамежливостта е състояние, което се нуждае от лечение. В книгата си, той казва „Срамежливостта НИКОГА не е „добра“. Срамежливостта премахва свободния избор и свободата на волята, и твърдо запречва пътя на отговорния самоконтрол и самоуправление."
Той предполага няколко възможни биологически причини за любовната срамежливост, включващи ниски нива на майчин тестостерон по време на ембрионалното развитие.
Решаващи фактори, които изострят негативното развитие по време на детството на любовно-срамежливия мъж са:
- Тиранизиране в училище. Любовно-срамежливите момчета са уязвими към тиранизиране от страна на техните връстници, поради тяхната срамежливост и потискане. Неприспособяването към нормите на връстнишката група също превръща момчето в мишена по неволя.
- Родителско отглеждане и възпитание. Когато детето получава предимно отрицателни стимули от родителите си (т.е. телесно наказание, детско насилие, вербално насилие, критикуване, 'скастряне', отрицателно сравняване, безразличие) това най-вероятно ще накара момчето да се отдръпва все повече и повече в своята 'обвивка'.

С толкова много отрицателни стимули с решаващо значение през детството си, любовно-срамежливото момче става социално изолирано. То се учи да асоциира тези решаващи (родителски и връстнишки) взаимодействия с чувства на болка и е много вероятно да отбягва социални взаимодействия. Социалната изолация се превръща в 'омагьосан кръг' за любовно-срамежливия индивид – с течение на годините се влошават шансовете при общуване с противоположния пол, а също така и при други решаващи области от живота, като например кариерата.

### Любовна срамежливост, сексуална ориентация и пол
Гилмартин твърди, че любовната срамежливост би имала най-жесток ефект върху хетеросексуални мъже, поради тяхната полова роля. Той заявява, че и за срамежливите жени и за срамежливите хомосексуални мъже би било възможно да бъдат въвлечени в интимни отношения без нуждата да поемат някаква инициатива, а просто чакайки за по-настоятелен мъж да започне връзката или в случай на лесбийки – по-настоятелна жена. Според Гилмартин, за срамежливите жени е почти толкова вероятно (ако не и повече поради тяхната любовна срамежливост) да имат любовни срещи, да се омъжват и да имат деца, колкото и за несрамежливите жени, докато при хетеросексуалните мъже случаят не е такъв. Любовно-срамежливите хетеросексуални мъже обикновено нямат неформални социални контакти с жени. Те не могат да имат любовни срещи, да се женят, или да имат деца, и много от тези мъже не изпитват никаква форма на интимен сексуален контакт. Той също отбелязва, че поради морални причини, никой от любовно-срамежливите мъже не е търсил сексуални услуги.
Гилмартин отбелязва, че поради тяхната привидна липса на интерес към жените, любовно-срамежливите мъже често са възприемани като хомосексуалисти. Хомосексуални мъже биха проявили интерес към любовно-срамежливи мъже, но този интерес ще бъде отхвърлен. Гилмартин също отбелязва, че много от любовно-срамежливите мъже не се интересуват от приятелства с други мъже.

## Любовната срамежливост и официалната психология
Любовната срамежливост не е призната за психическо разстройство от Световната здравна организация или от Американската психиатрична асоциация. Някои от психологическите и социални проблеми на любовно-срамежливите мъже могат да бъдат сметнати за аутистични поради проблемите с връстниците, социалните взаимодействия и приспособяването към промените. Години по-късно, когато бил попитан, Гилмартин мислел, че 40% от много силно любовно-срамежливите мъже биха могли да имат синдром на Аспергер. Любовната-срамежливост също може да бъде свързана с безбрачие по неволя.

## Лечение и надежди за любовно-срамежливите и предложени обществени промени
Гилмартин предлага, че терапията „практикуване на срещи“ би позволила на любовно-срамежливите мъже да развият решаващи социални способности в ситуации, които не пораждат тревожност и след това да превъзмогнат своите тревоги. Той твърди, че този подход успешно би излекувал повечето от участници от тяхната любовна срамежливост. Той също предсказва, че практикуването на срещи ще помогне за елиминирането на фикс идеята на любовно-срамежливите за много красиви жени.
Основният терапевтичен режим предложен от Гилмартин след практикуването на срещи е терапията със сексуални заместителки. Сексуалните заместителки са терапевти, които имат физическа интимност включително и сексуален контакт с техните клиенти и не са същото като проститутките.
Гилмартин твърди, че нормата мъжете винаги да ухажват жените трябва да бъде „изхвърлена в кофата за боклук завинаги и заменена с нормативна система, която е съответстваща на нуждите и естеството на човешките същества.“
Гилмартин предлага съвместното обучение на момчета и момичета като една от най-добрите възможности за лечение на любовна срамежливост. Той заявява, че „идеята за съквартиранти от противоположен пол може би е далеч по-естествена от идеята за съквартиранти от същия пол, разбира се в случай, че на са хомосексуалисти“. Той твърди, че такова съжителство би премахнало ореола на загадъчност около противоположния пол, който причинява „страх, социално дистанциране, неразбирателства и дефицит на общуване.“
По-нататък той препоръчва нови детски лагери, които биха позволили на децата да се социализират и с двата пола. Гилмартин също отбелязва в началото на книгата си, че любовно-срамежливите би трябвало да се обединят в социално-политическа сила, за да популяризират своите нужди и да постигнат обществени промени.

## Критики към материалите на Гилмартин
Гилмартин прави справки с псевдонауки като астрология, прераждане, регресия към предишни животи и Кирлианова фотография, за да подкрепи своите заключения. В отделно ревю на книгата, Джонатан М. Чийк предполага, че би трябвало да е дадено сравнително проучвне на любовната срамежливост и при жените.
Също така изследването на Гилмартин, което е проведено през 70-те и ранните 80 години на ХХ век, не отразява драматичните промени в американските (и западните) културно-демографски тенденции и ценности, изпитани през годините и десетилетията, след като е проведено проучването (т.е. влиянието на втората и третата вълна на модерния феминизъм върху отношението между половете), макар че все още предимно от мъжете се очаква да бъдат инициатори, когато става дума за ухажване.

## Развитие по темата
През 2009 г. Талмър Шокли, самопризнал се любовно-срамежлив, издава Ръководство за оцеляване на любовно-срамежливия (The Love-Shy Survival Guide) (2009). Книгата на Шокли се различава от книгата и изследването на Гилмартин по няколко начина. Шокли класифицира любовната срамежливост като фобия, а не като следствие от явен травматичен инцидент през детството. Той признава любовно-срамежливите жени и тяхната нужда от помощ. Той изследва възможни решения за преодоляване на любовната срамежливост. Той изследва идеята си за връзка между синдром на Аспергер и любовната срамежливост. Шокли не предлага допълнителни научни доказателства за любовната срамежливост, освен че споменава хилядите членове на онлайн форумите, посветени на любовна срамежливост.

## Нова форма за признаване на любов
Идеята „Spotted“ тръгва от американските университети, които създават страница във фейсбук и около няколко хиляди души си обменят романтични послания или просто забележки за някой непознат в библиотеката, който е вдигал шум. Проектът се превръща в сензация сред младите за броени дни и навлиза в други сфери като Spotted в градския транспорт на някой град или в училище на друг град. Модата Spotted бързо се пренася в западни университети в Англия, Ирландия, Франция и Германия, където придобива още по-голяма слава, превръщайки се в нов начин на комуникация, развивайки креативността у младите. Това е нов оригинален проект, който подтиква хората да се държат естествено чрез анонимността: без да се стесняват от любовните стихове, които отправят към непознат или някого, когото виждат отдавна, но не дръзват да направят първата крачка. В много случаи хората показват креативността си в това как да привличат внимание с писането си. Може да става въпрос за някого, който си е забравил на даденото място часовника или шала, и това е добро средство да се открият и да завържат контакт или нещо повече.